# Johann Philipp Krieger

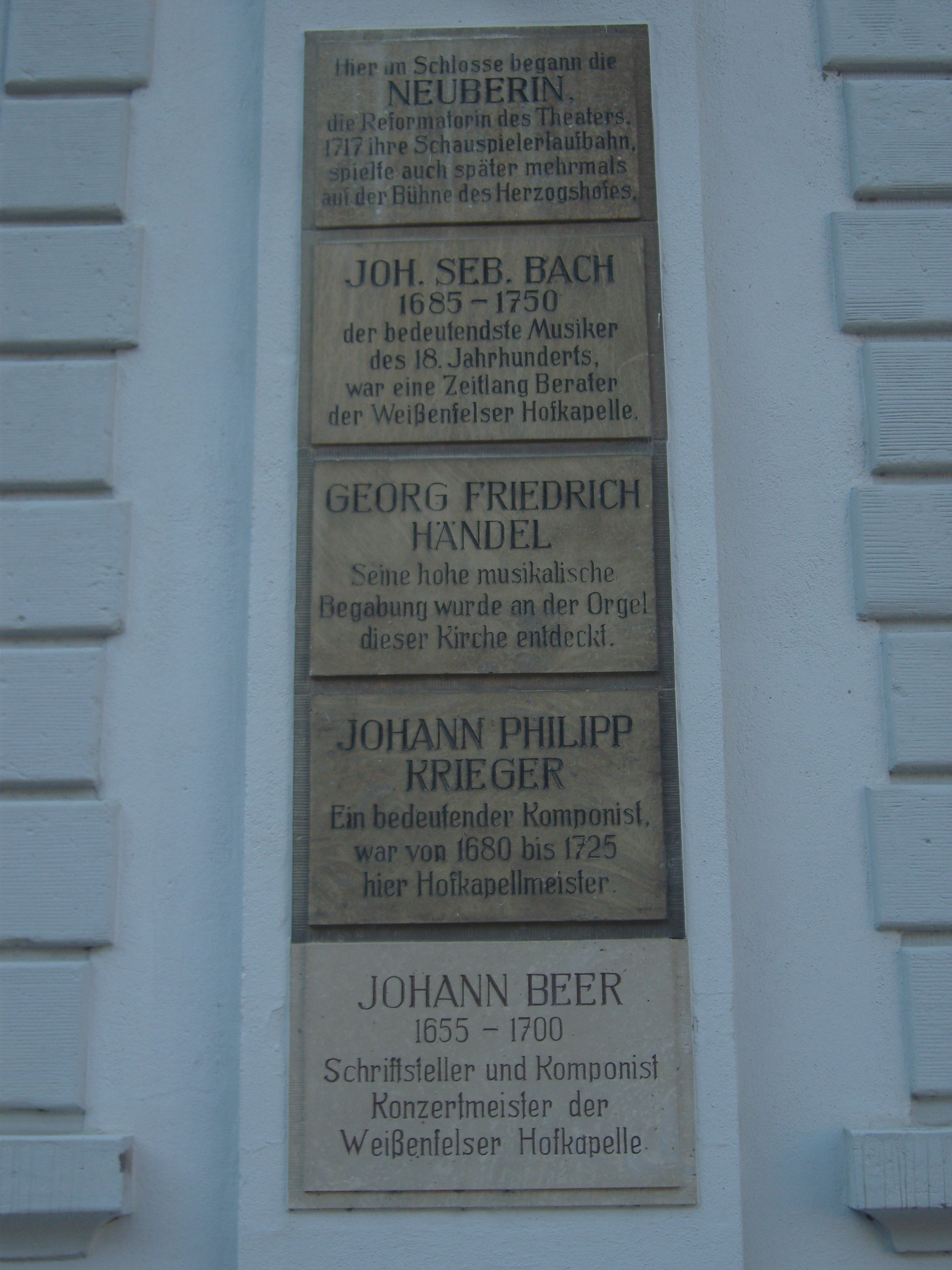
Gedenktafel am Schloss Neu-Augustusburg

Johann Philipp Krieger (* 26. Februarjul. / 8. März 1649greg. in Nürnberg; † 6. Februar 1725 in Weißenfels) war ein deutscher Komponist, Organist und Kapellmeister.

## Leben
Krieger wuchs als Sohn eines Teppichmachers und Garnfärbers auf und erhielt bereits in frühen Jahren eine musikalische Unterrichtung an Tasteninstrumenten. Ab dem achten Lebensjahr erhielt er Unterricht bei dem Nürnberger Musiker und Froberger-Schüler Johann Drechsel (Dretzel). Weiteren Unterricht erhielt er auf Blas- und Streichinstrumenten von dem Gambisten Gabriel Schütz (1633–1710). Vorrangig beeinflusst wurde er während seiner Ausbildung jedoch von dem Organisten Paul Hainlein, vor allem hinsichtlich seiner späteren Zuwendung zum Orgelspiel.
Später ging Krieger nach Dänemark, wo er Schüler des Königlich Dänischen Organisten Johannes Schröder in Kopenhagen wurde. Gleichzeitig vertrat er diesen als Organisten an der Peterskirche. Parallel dazu erhielt er bei Kaspar Förster jun., seines Zeichens Königlich Dänischer Kapellmeister, Unterricht im Fach Tonsatz. Kurze Zeit nach Aufnahme seines Studiums wurde Krieger an der Orgel der Hauptkirche in Kopenhagen eingesetzt. Gegen 1667 erhielt er eine Berufung nach Christiania in Norwegen als Organist, die er auf Wunsch seiner Eltern jedoch nicht wahrnahm.
Zurückgekehrt nach Deutschland, trat er in die Dienste des Markgrafen Christian Ernst in Bayreuth ein, wo er später die Position des Kapellmeisters innehatte. Aufgrund der darauf folgenden Kriegshandlungen gegen Frankreich und des daraus resultierenden höfischen Zwanges, die musikalischen Aktivitäten einzugrenzen, bat Krieger um seine Entlassung.
Er unternahm daraufhin eine Studienreise nach Italien, um die dortigen Musikstätten zu besuchen und dort Studien zu betreiben. Studien folgten in Venedig unter anderem bei Johann Rosenmüller für Komposition sowie bei Giovanni Battista Volpe, auch Rovettino genannt, für Cembalo. In Venedig befreundete er sich mit Francesco Cavalli, Giovanni Legrenzi und Pietro Andrea Ziani. Er studierte in Rom bei Antonio Maria Abbatini Cembalo und bei Bernardo Pasquini Komposition. In Rom traf er mit dem Universalgelehrten Athanasius Kircher zusammen. Danach folgte eine weitere Reise nach Venedig zum Studium der Oper. Vom 10. Oktober 1675 datiert der Adelsbrief, in dem Krieger nebst all seinen Geschwistern in den Adelsstand erhoben wurde, nachdem er vor Kaiser Leopold I. in Wien musiziert hatte. Eines dieser Geschwister war der vor allem in Zittau tätige Komponist Johann Krieger. Bei einem weiteren Bruder handelt es sich um Albrecht Krieger, der in Leipzig als Medailleur und Stempelschneider wirkte.
Nach einem kurzen Aufenthalt in Bayreuth sowie in Frankfurt am Main und Kassel übernahm er 1677 die Position des Kammermusikers und -organisten am Hof des Herzogs August von Sachsen-Weißenfels in Halle. Bereits nach kurzer Zeit wurde er zum Vizekapellmeister ernannt und wechselte zusammen mit dem neuen Herzog Johann Adolf I. 1680 die Residenz. Auf Neu-Augustusburg entstanden zwischen 1685 und 1717 acht vielstimmige Instrumentalwerke, die als Beispiel für das frühe deutsche Concerto grosso gelten. 
Der spätere Hamburger Hauptpastor Erdmann Neumeister verfasste um 1700 für Krieger einen vollständigen Satz von Texten zu Kirchenmusiken für alle Sonntage des Kirchenjahres. Er schuf damit eine neue, erstmals „Kantate“ genannte, Form von Kirchenmusiken, die an den italienischen Opernstil angelehnt waren und als wesentliche Formbestandteile Rezitative und Arien enthielten. Krieger vertonte in den Jahren 1703 bis 1705 nahezu alle dieser Texte, die Kompositionen sind allerdings nicht erhalten. Die Sammlung der Texte erschien unter dem Titel Geistliche Cantaten erstmals 1702 anonym gedruckt, ab 1704 erschienen in mehreren Städten Textdrucke unter dem Namen Neumeisters als Verfasser. 1716 vertonte Krieger einen weiteren Jahrgang von Oden Neumeisters.
Krieger führte akribisch Buch über alle unter seiner Leitung bei Hof aufgeführten Werke. Hierdurch ist überliefert, dass er rund 2500 Kantaten komponierte, von denen 2200 als verschollen gelten.
Sein in Weißenfels geborener erster Sohn Johann Gotthilf Krieger (1687–1751) trat ab 1725 seine Nachfolge als Hofkapellmeister an.
Der zweitgeborene Sohn, der ebenfalls Johann Philipp Krieger (1693–1775) hieß, wurde Buchhändler und Verlagsinhaber in Gießen.
Durch seine Hochzeit mit Rosine Helene, Tochter des Johann Nicolai aus Halle, entstand eine Verwandtschaft zur Familie Georg Friedrich Händels. Johann Philipp Krieger starb 1725 in Weißenfels. Sein musikalisches Werk ist heute jedoch fast in Vergessenheit geraten.

## Werke

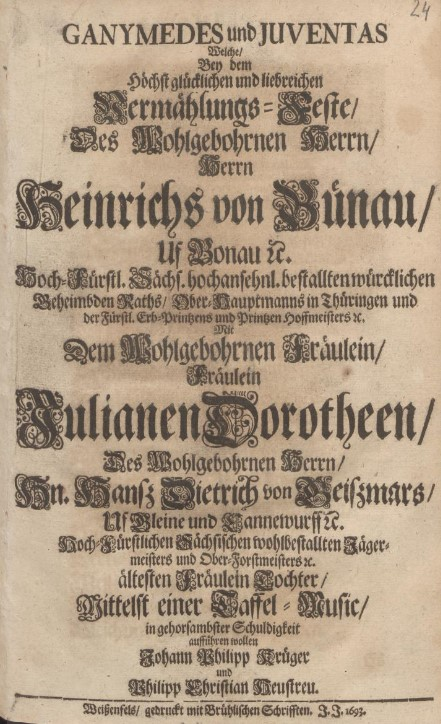
Titelblatt des Textbuches zu "Ganymedes und Juventas" (Musik: Johann Philipp Krieger) von Philipp Christian Heustreu 1693

Opern, Singspiele, Maskeraden (alle bis auf einzelne Arien verschollen)
- Flora, Ceres und Pomona (Maskerade, Weißenfels 1688, Libretto: Philipp Christian Heustreu)
- Der wahrsagende Wunderbrunnen
- Wettstreit der Treue, Schäfer-Spiel (1693)
- Hercules unter den Amazonen, Singe-Spiel (1693)
- Der großmüthige Scipio Africanus (1694)
- Chronus, Apollo, Fortuna, Constantia (Oper, Weißenfels 1695, Libretto: Philipp Christian Heustreu)
- Die Libysche Thalestris (1696)
- Der wiederkehrende Phoebus
- Phoebus und Iris

Tafelmusiken
- Mars und Irene (Weißenfels 1692, Libretto: Philipp Christian Heustreu)
- Die Demuth
- Ganymedes und Juventas (Weißenfels 1693, Libretto: Philipp Christian Heustreu)

Abendmusik
- Die unverwandelte Daphne ... zu der Hochzeits-Festivität (1684)

Instrumentalmusik
- 12 Sonate à due Violini [e B. c.] (Nürnberg, 1688)
- 12 Sonate à doi, Violino e Viola da Gamba [e B. c.] (Nürnberg, 1693)
- 6 Suiten: Lustige Feld-Music für vier Blasinstrumente (Nürnberg, 1704) (nach Werken von Lully modelliert)

Vokalmusik
- Liturgische Werke
  - Magnificat
  - Messe
  - Heilig, heilig, heilig ist der Herr Zebaoth

- Kirchenstücke
  - Absorpta est mors in victoriam geistl. Konzert für A, 2 V. und Va. da gamba (um 1670)
  - Das ist meine Freude für A, T, B, 2 V., 3 Va. und B.c. (1675)
  - O Jesu du mein Leben für A, V. und Va. da gamba (vor 1680)
  - Der Herr ist mein Licht für S, B und 2 V. (vor 1685)
  - In te Domine speravi für T und 2 V. (vor 1685)
  - Laudate pueri Dominum für 2 S und B (vor 1685)
  - Nun danket alle Gott für S, T, B und 2 V. (vor 1685)
  - Laudate Dominum omnes gentes für 2 S, A, T, B, 2 V. und 2 Va. (1685)
  - Ich harre des Herrn für A und 2 V. ad libitum (1689)
  - Cantate Domino canticum novum für S und 2 V. (vor 1690)
  - Der Herr ist mein Hirt für T, V. und B.c. (1690)
  - Singet dem Herrn, alle Welt für Bass, zwei Instrumente und B. c. (Berliner Chormusik-Verlag/Edition Musica Rinata, Berlin 2010)
  - Fahr hin, du schnöde Welt, mit deinem Gut und Geld für T, B und 2 V. (vor 1692)
  - Coeli enarrant gloriam Die für T und 2 V. ad libitum (1693)
  - Ecce nunc benedicite te Domino für S und 2 V. (1693)
  - Es stehe Gott auf für S und 2 V. ad libitum (1693)
  - Freuet euch des Herrn für Tenor, Violine und B. c. (Edition Musica Rinata, Berlin 2010)
  - Rühmet den Herrn für B und 2 V. (1693)
  - Gott, man lobet dich in der Stille für S und 2 V. ad libitum (1694), ebd. (St.)
  - Lobe den Herrn, meine Seele für dass. (1694)
  - Jauchzet dem Herrn für dass. (vor 1695)
  - Quosque dormis infelix für B, 2 V. und Fg. ad libitum (vor 1695)
  - Herr, auf dich trau ich für S und 2 V. (1695)
  - Wohl dem, der den Herrn für T und 2 V. (vor 1696)
  - Herr, warum trittst du so ferne für B und 2 V. ad libitum (1696)
  - Singet fröhlich Gotte für A und Trp. (1696)
  - Ach, Herr, wie ist meiner Feinde so viel für B und 2 V. (vor 1697)
  - Benedicam Dominum für Singst. und 2 V. ad libitum (vor 1697)
  - Ich will den Herren loben allezeit für dass. (vor 1697)
  - Der Herr ist mein Licht für T und 2 V. ad libitum (1697)

- Concerto-Kantaten
  - Cantate Domino canticum novum für S, A, T, B und Instr. (um 1681)
  - Ad cantus ad sonos venite für S, S, T und 3 V. (vor 1685)
  - Attendite verbum Domini für S, S, B und 2 V. (vor 1686)
  - Ich freue mich deß, der mir geredt ist für S, S, A, T, B, 2 V., 3 Va. und Fg. (vor 1686)
  - In aeternum Domini verbum tuum für S, S, A, T, B, 2 V. und 3 Va. (1688)
  - Laudate Dominum omes gentes für S, T, B und 2 V. (1688)
  - Christus hat ausgezogen für S, A, T, B, Trp., 2 V., 3 Va. und Fg. (1690)
  - Ich freue mich in dem Herrn für S, A, A, T, B, 2 V., 2 Va. und Vc. (vor 1692)
  - Preise, Jerusalem, den Herren (vor 1692)
  - Uns ist ein Kind geboren ad, 3voc, 3 Instr, Weißenfels, Weihnachten 1697 (CD-Einspielung: Lautten Compagney, 2007)
  - Laudate pueri Dominum für S, S, A, T, B, 2 V., 2 Va. und Fg. (1700)
  - Confitebor tibi Domine für S, A, B und 2 V. (1706)

- Concerto-Arien-Kantaten
  - Mein Vater, nicht wie ich will für S, A, T, T, B und Va. 1–5(?)
  - Sage mir, Schönster, wo soll ich dich finden für S, A und 2 V.(?)
  - Diligam te Domine fortitudo mea für S, A, B, 2 V. und Violone (vor 1670)
  - Perfunde me gratia coelesti für S, A, B und 2 V. (1670)
  - Quis me territat für S, A, B und 2 V. (1671?)
  - Singet dem Herrn für S, A, T, B, 2 V., 3 Va. und Fg. (1675)
  - Beati omnes, qui timent Domino für 2 S, und T (vor 1685)
  - Haurietis aquas in gaudio für 2 S, A, T, B, 2 V., 2 Va. und Fg. (vor 1685)
  - Sit laus plena, sit sonora 2 S, T, B und 2 V. (vor 1686)
  - Die Gerechten werden hinweggerafft für S, A, T, B, Violetta, Va. da gamba 1–2 und Fg. (1686)
  - Ecce quomodo moritur justus für S, A, T, B, 2 V., 3 Va. und Violone (1686)
  - Cor meum atque omnia mea für 2 S, A, T, B, 2 V., 2 Va. und Violone, (1687)
  - Gott, du Brunnquell aller Güte für S, A, T, B, 2 V. und 2 Va. (1687)
  - Ihr Christen freuet euch für S, B, V. und Va. da gamba (1687)
  - Liebster Jesu, willst du scheiden für S, A, T, B, 2 V., 3 Va. und Violone (1687)
  - Was ist doch des Menschen Leben für S, A, T, B, 2 V. und Fg. (1687)
  - Heut singt die werte Christenheit für A, B, Trp. und 2 V. (1688)
  - Ich will in aller Not auf meinen Jesum bauen für A und 2 V. (1688)
  - Ich verlasse mich auf Gottes Güte für S, A, B und 2 V. (1689)
  - Quam admirabilis für T/S und 2 V. (1690)
  - Mein Herz dichtet ein feines Lied für 4 Chöre (1691)
  - Crudelis infernus inimicus für S, A, B und 2 V. (vor 1692)
  - Trauriges Leben, betrübte Zeit für S, A, T, B, 2 V., 3 Va. und Fg. (vor 1692)
  - Wenn du gegessen hast und satt bist für S, A, T, B, 2 V. und Va. da gamba, (vor 1692)
  - Ich bin eine Blume zu Saron für 2 S, V./Va. da gamba (Pos.) (1692)
  - Meine Seele harret nur auf Gott für B und 2 V. (1695)
  - Mein Gott, dein ist doch alles für 2 S, B und 2 V. (1696/97?)
  - Wo wilt du hin, weils Abend ist für 2 S und B.c. (1696/97?)
  - Rufet nicht die Weisheit für S, A, T, B, 2 V., Va. da gamba und Violone, (1699)
  - Gloria in exelsis Deo für S, A, T, B, Trp., 2 V., 2 Va. und Fg. (vor 1702)
  - Schaffe in mir Gott ein reines Herz für S, A, T, B, 2 V., 2 Va. und Violone (1718)

- Sonstige Kantaten
  - Surgite cum gaudio, Arienkantate für S, 5 Va. da gamba und Theorbe (vor 1670)
  - Surgite cum gaudio für S, V. und Va. da gamba (vor 1675)
  - Laetare anima mea, dass. für T und V. (vor 1680)
  - Exulta, jubila, occure, laetare, dass. für S, B und 2 V. (vor 1681)
  - Ein feste Burg ist unser Gott, Choralkantate für S, A, T, B, 2 V., 3 Va. und Fg. (vor 1686)
  - Die Welt kann den Geist der Wahrheit nicht empfangen, Dialog für S, A und B (1688)
  - Träufelt ihr Himmel von oben, Choral-Arien-Kantate für S, 2 Ob./V. und Va. (1696)
  - Wacht auf, ihr Christen alle, dass. für S, A, T, B, 2 V., 2 Va. und Fg. (1696/97)
  - Fortunae ne crede est, Arienkantate für B und 2 V. ad libitum (vor 1697)

- Sammlung
  - Musicalischer Seelen-Friede, Publiciret In teutschen und lateinischen Psalmen, Wie auch andern Texten, bestehend In zwantzig Stücken, a 3. Voce sola, Mit ein und zwey Violinen, Theils obligat theils aber beneplacito, Nürnberg 1697

## Notendrucke
- Max Seiffert (Hrsg.): Johann Philipp Krieger (1649–1725): 21 ausgewählte Kirchenkompositionen (= Denkmäler Deutscher Tonkunst, Band 53 u. 54). Breitkopf und Härtel, Leipzig 1916; urn:nbn:de:bvb:12-bsb00023269-4.